# Pandemia de gripe A de 2009 em África
A pandemia de gripe A de 2009, se iniciou na África no dia 2 de junho do mesmo ano quando o Egito foi o primeiro país afetado.
O primeiro caso de gripe A (H1N1) na África se descobriu no dia 2 de junho na cidade do Cairo, Egito, numa menina de 12 anos de idade que veio dos Estados Unidos com a sua mãe.
Até o dia 2 de maio de 2010 (data da última atualização), a pandemia afetou a 41 dos 53 países africanos, e 14 dos 37 países infectados registraram mortes, sem contar as dependências francesas de Reunião e Mayotte, que também registraram mortes.

## Países africanos com casos confirmados

### África do Sul
O vírus da influenza A (H1N1) entrou na África do Sul no dia 18 de junho de 2009. Este foi o terceiro país em registrar casos de gripe A no continente africano.
El Gobierno da África do Sul informou um caso de uma mulher doente de gripe que tinha vindo do México, mas que depois foi negada pelo deputado Lucille Blumberg.
No dia 18 de junho de 2009, o Ministério da Saúde Pública sul-africano confirmou a existência do primeiro caso de gripe A (H1N1) no país: um menino de 12 anos procedente dos Estados Unidos.
A primeira morte na África do Sul foi confirmada no dia 3 de agosto. A vítima era um estudante da Universidade de Stellenbosch.
Até o dia 2 de maio de 2010 (data da última atualização), a África do Sul confirmou 12.640 casos e 93 mortes pela gripe A (H1N1), e 93 mortes.

### Angola
O vírus da influenza A (H1N1) entrou na Angola no dia 26 de agosto de 2009. Este foi o 27º país em registrar casos de gripe A no continente africano.
Até o dia 2 de maio de 2010 (data da última atualização), a Angola confirmou 37 casos de gripe A (H1N1).

### Argélia
O vírus da influenza A (H1N1) entrou na Argélia no dia 20 de junho de 2009. Este foi o 5º país em registrar casos de gripe A no continente africano.
O primeiro caso de gripe A (H1N1) confirmou-se no dia 20 de junho. Este era um cidadão argelino, residente em Frankfurt am Main, Alemanha, quem estava chegando à Argélia desde Miami, Estados Unidos.
Este primeiro caso se descobriu no Aeroporto Houari Boumediene, graças a um sistema de saúde bem avançado, usado em vários países ao redor do mundo.
Muitos imigrantes argelinos e turistas estarão chegando durante o período de uma das festas muçulmanas, aumentando o risco de contágio massivo do vírus H1N1. O primeiro caso confirmado no país (o cidadão argelino antes dito) simplesmente tinha chegado dos Estados Unidos com os seus dois filhos.
Até o dia 2 de maio de 2010 (data da última atualização), a Argélia confirmou 916 casos e 57 mortes pela gripe A (H1N1).

### Botsuana
O vírus da influenza A (H1N1) entrou na Botsuana no dia 10 de julho de 2009. Este foi o 15º país em registrar casos de gripe A no continente africano.
Até o dia 2 de maio de 2010 (data da última atualização), a Botsuana confirmou 31 casos de gripe A (H1N1).

### Burundi
O vírus da influenza A (H1N1) entrou no Burundi no dia 11 de novembro de 2009. Este foi o 35º país em registrar casos de gripe A no continente africano.
Até o dia 2 de maio de 2010 (data da última atualização), o Burundi confirmou 7 casos de gripe A (H1N1).

### Cabo Verde
O vírus da influenza A (H1N1) entrou no Cabo Verde no dia 24 de junho de 2009. Este foi o 7º país em registrar casos de gripe A no continente africano.
Até o dia 2 de maio de 2010 (data da última atualização), o Cabo Verde confirmou 118 casos de gripe A (H1N1).

### Camarões
O vírus da influenza A (H1N1) entrou no Camarões no dia 14 de agosto de 2009. Este foi o 23º país em registrar casos de gripe A no continente africano.
Até o dia 2 de maio de 2010 (data da última atualização), o Camarões confirmou 4 casos de gripe A (H1N1).

### Chade
O vírus da influenza A (H1N1) entrou no Chade no dia 29 de janeiro de 2010. Este foi o 38º país em registrar casos de gripe A no continente africano.
Até o dia 2 de maio de 2010 (data da última atualização), o Chade confirmou um caso de gripe A (H1N1).

### Costa do Marfim
O vírus da influenza A (H1N1) entrou na Costa do Marfim no dia 24 de junho de 2009. Este foi o 8º país em registrar casos de gripe A no continente africano.
Até o dia 2 de maio de 2010 (data da última atualização), a Costa do Marfim confirmou 9 casos de gripe A (H1N1).

### Egito
O vírus da influenza A (H1N1) entrou no Egito no dia 2 de junho de 2009. Este foi o primeiro país em registrar casos de gripe A no continente africano.
O governo egípcio aumentou o número de médicos no aeroporto do Cairo, e supervisionará aos passageiros provenientes do México durante a sua estadia. O governo ordenou a massacre em massa de todos os porcos no Egito no dia 29 de abril, apesar de que o surto atual é humano (transmissível entre seres humanos). Esta é a gripe humana, que já anteriormente hibridou com a gripe aviária e a gripe suína. A Organização Mundial da Saúde Animal denominou a matança suína de "injustificada cientificamente".
O primeiro caso da novela do vírus H1N1 foi descoberto no Cairo no dia 2 de junho. O único caso foi o de uma menina procedente dos Estados Unidos com a sua mãe. Só a menina estava infectada, e a tripulação foi detida antes de sair do aeroporto. Às pressas foi levada ao hospital designado para os casos portadores do vírus H1N1, junto com todos os passageiros do avião. Todos eles submeteram-se ao exame, e os resultados saíram negativos. Sendo assim, novamente serão feitos os exames para assegurar-se de que não estão infectados. Devido à rápida ação, o Egito impediu a propagação do vírus H1N1 por enquanto.
A partir do dia 2 de junho, houve um caso confirmado da gripe A (H1N1) no Egito. O segundo caso foi descoberto no domingo 7 de junho. Mas a partir do dia 8 de junho, havia três casos confirmados da gripe A (H1N1) no Egito, e no dia 10 de junho, os casos aumentaram para 8.
No dia 11 de junho o governo egípcio confirmou 2 novos casos, aumentando para 10 o número de casos desta nova gripe.
No dia 19 de julho as autoridades egípcias anunciaram a primeira morte no país, convertendo-se na primeira vítima morta pela gripe A (H1N1) na África.
Até o dia 2 de maio de 2010 (data da última atualização), o Egito confirmou 15.812 casos e 273 mortes pela gripe A (H1N1).

### Etiópia
O vírus da influenza A (H1N1) entrou na Etiópia no dia 19 de junho de 2009. Este foi o 4º país em registrar casos de gripe A no continente africano.
No dia 19 de junho de 2009 o governo da Etiópia informou da presença de dois casos de gripe A (H1N1). Os casos eram duas moças de uma escola dos Estados Unidos.
Até o dia 2 de maio de 2010 (data da última atualização), a Etiópia confirmou 19 casos de gripe A (H1N1).

### Gabão
O vírus da influenza A (H1N1) entrou no Gabão no dia 30 de julho de 2009. Este foi o 21º país em registrar casos de gripe A no continente africano.
Até o dia 2 de maio de 2010 (data da última atualização), o Gabão confirmou 4 casos de gripe A (H1N1).

### Gana
O vírus da influenza A (H1N1) entrou em Gana no dia 19 de junho de 2009. Este foi o 4º país em registrar casos de gripe A no continente africano.
No dia 28 de abril de 2009, o Ministério da Saúde, Alimentos e Agricultura começou a proibir a importação de porcos e produtos suínos.
No dia 6 de agosto, Gana reportou o seu primeiro caso de gripe A (H1N1). Até o dia 2 de maio de 2010 (data da última atualização), Gana confirmou 676 casos de gripe A (H1N1).

### Jibuti
O vírus da influenza A (H1N1) entrou no Jibuti no dia 31 de agosto de 2009. Este foi o 28º país em registrar casos de gripe A no continente africano.
Até o dia 2 de maio de 2010 (data da última atualização), o Jibuti confirmou 9 casos de gripe A (H1N1).

### Lesoto
O vírus da influenza A (H1N1) entrou no Lesoto no dia 1 de setembro de 2009. Este foi o 29º país em registrar casos de gripe A no continente africano.
Até o dia 2 de maio de 2010 (data da última atualização), o Lesoto confirmou 65 casos de gripe A (H1N1).

### Líbia
O vírus da influenza A (H1N1) entrou na Líbia no dia 6 de julho de 2009. Este foi o 12º país em registrar casos de gripe A no continente africano.
Até o dia 2 de maio de 2010 (data da última atualização), a Líbia registrou 764 casos e uma morte pela gripe A (H1N1).

### Madagascar
O vírus da influenza A (H1N1) entrou no Madagascar no dia 14 de agosto de 2009. Este foi o 24º país em registrar casos de gripe A no continente africano.
Até o dia 2 de maio de 2010 (data da última atualização), o Madagascar confirmou 877 casos e 3 mortes pela gripe A (H1N1).

### Malauí
O vírus da influenza A (H1N1) entrou no Malauí no dia 10 de setembro de 2009. Este foi o 30º país em registrar casos de gripe A no continente africano.
Até o dia 2 de maio de 2010 (data da última atualização), o Malauí confirmou 4 casos de gripe A (H1N1).

### Mali
O vírus da influenza A (H1N1) entrou no Mali no dia 11 de janeiro de 2009. Este foi o 37º país em registrar casos de gripe A no continente africano.
Até o dia 2 de maio de 2010 (data da última atualização), o Mali confirmou 12 casos de gripe A (H1N1).

### Marrocos
O vírus da influenza A (H1N1) entrou no Marrocos no dia 12 de junho de 2009. Este foi o segundo país em registrar casos de gripe A no continente africano.
No dia 12 de junho confirma-se o primeiro caso da influenza suína em Casablanca: uma mulher de 18 anos que voltou do Canadá, país onde ela estudava a universidade.
Até o dia 2 de maio de 2010 (data da última atualização), o Marrocos registrou 2.890 casos e 64 mortes pela gripe A (H1N1).

### Maurícia
O vírus da influenza A (H1N1) entrou em Maurícia no dia 29 de junho de 2009. Este foi o 10º país em registrar casos de gripe A no continente africano.
Até o dia 2 de maio de 2010 (data da última atualização), Maurícia confirmou 69 casos e 8 mortes pela gripe A (H1N1).

### Mauritânia
A Mauritânia foi o 39º país em registrar casos de gripe A no continente africano.
Até o dia 2 de maio de 2010 (data da última atualização), a Mauritânia confirmou 15 casos de gripe A (H1N1).

### Mayotte
O vírus da influenza A (H1N1) entrou em Mayotte no dia 1 de agosto de 2009. Este foi o segundo território (dependência) em registrar casos de gripe A no continente africano.
Até o dia 2 de maio de 2010 (data da última atualização), Mayotte confirmou 164 casos e duas mortes pela gripe A (H1N1).

### Moçambique
O vírus da influenza A (H1N1) entrou no Moçambique no dia 17 de agosto de 2009. Este foi o 26º país em registrar casos de gripe A no continente africano.
Até o dia 2 de maio de 2010 (data da última atualização), o Moçambique confirmou 57 casos e duas mortes pela gripe A (H1N1).

### Namíbia
O vírus da influenza A (H1N1) entrou na Namíbia no dia 20 de julho de 2009. Este foi o 18º país em registrar casos de gripe A no continente africano.
"A Namíbia confirmou os seus dois primeiros casos de gripe A (H1N1)", disseram autoridades de saúde no dia 20 de juhio.
Ambos casos envolveram jovens que estiveram viajando por outros países. Os casos são: um menino de 13 anos de Rehoboth, Hardap, que voltou duma viagem pela África do Sul com outros 20 estudantes sul-africanos; e o outro caso é uma estudante que voltou da Europa. Neste último caso, a afectada tomou rápidamente uma ambulância desde o aeroporto internacional de Windhoek, pois ela apresentous sintomas severos de gripe.
Até  2 de maio de 2010 (data da última atualização), a Namíbia confirmou 75 casos e uma morte pela gripe A (H1N1).

### Níger
O Níger foi o 40º país em registrar casos de gripe A no continente africano.
Até 2 de maio de 2010 (data da última atualização), o Níger confirmou 49 casos de gripe A (H1N1).

### Nigéria
O vírus da influenza A (H1N1) entrou na Nigéria no dia 29 de setembro de 2009. Este foi o 33º país em registrar casos de gripe A no continente africano.
Até o dia 26 de março de 2010, a Nigéria confirmou 11 casos e duas mortes pela gripe A (H1N1).

### Quênia
O vírus da influenza A (H1N1) entrou no Quénia no dia 6 de julho de 2009. Este foi o 12º país em registrar casos de gripe A no continente africano.
As autoridades da saúde quenianas alertaram aos viajeiros acerca da pandemia nos aeroportos Jomo Kenyatta e Moi no dia 28 de abril.
O ministro da Saúde Pública e Higiene, Beth Mugo, exortou aos viajeiros provenientes do México e Texas a se prever dos novos casos que apareceram na Califórnia e Nova Iorque.
No dia 29 de junho, um estudante britânico de medicina converteu-se np primeiro caso confirmado de gripe A (H1N1) no Quênia. O estudante estava em vários campamentos médicos na província de Nyanza. O grupo do qual ele era parte, submeteu-se à quarentena no seu hotel em Kisumu, e também a tratamentos médicos.
Durante um fim de semana, houve pânico na capital Nairobi, por causa duns (torpedos SMS) que circulavam advertindo à população a se afastar do "Sarit Centran", um estabelecimento comercial popular onde outro caso suspeito tinha sido diagnosticado. Mas a amostra do paciente resultou negativa para o vírus H1N1.
Até o dia 2 de maio de 2010 (data da última atualização), o Quénia confirmou 417 casos de gripe A (H1N1).

### República do Congo
O vírus da influenza A (H1N1) entrou na República do Congo no dia 29 de setembro de 2009. Este foi o 34º país em registrar casos de gripe A no continente africano.
Até o dia 2 de maio de 2010 (data da última atualização), a República do Congo confirmou 21 casos.

### República Democrática do Congo
O vírus da influenza A (H1N1) entrou na República Democrática do Congo no dia 15 de agosto de 2009. Este foi o 25º país em registrar casos de gripe A no continente africano.
Até o dia 2 de maio de 2010 (data da última atualização), a República Democrática do Congo confirmou 222 casos de gripe A (H1N1).

### Reunião
O vírus da influenza A (H1N1) entrou em Reunião no dia 29 de junho de 2009. Este foi o primeiro território (dependência) em registrar casos de gripe A no continente africano.
Até o dia 2 de maio de 2010 (data da última atualização), Reunião confirmou 759 casos e 7 mortes pela gripe A (H1N1).

### Ruanda
O vírus da influenza A (H1N1) entrou na Ruanda no dia 12 de setembro de 2009. Este foi o 31º país em registrar casos de gripe A no continente africano.
Até o dia 2 de maio de 2010 (data da última atualização), a Ruanda confirmou 482 casos de gripe A (H1N1).

### São Tomé e Príncipe
O vírus da influenza A (H1N1) entrou em São Tomé e Príncipe no dia 12 de setembro de 2009. Este foi o 33º país em registrar casos de gripe A no continente africano.
Até o dia 2 de maio de 2010 (data da última atualização), São Tomé e Príncipe confirmou 66 casos e duas mortes pela gripe A (H1N1).

### Senegal
O Senegal foi o 41º país em registrar casos de gripe A no continente africano.
Até o dia 2 de maio de 2010 (data da última atualização), o Senegal confirmou 352 casos de gripe A (H1N1).

### Seychelles
O vírus da influenza A (H1N1) entrou em Seychelles no dia 8 de julho de 2009. Este foi o 13º país em registrar casos de gripe A no continente africano.
Até o dia 2 de maio de 2010 (data da última atualização), o Seychelles confirmou 33 casos de gripe A (H1N1).

### Somália
O vírus da influenza A (H1N1) entrou na Somália no dia 13 de novembro de 2009. Este foi o 36º país em registrar casos de gripe A no continente africano.
Até o dia 2 de maio de 2010 (data da última atualização), a Somália confirmou dois casos de gripe A (H1N1).

### Suazilândia
O vírus da influenza A (H1N1) entrou na Suazilânia no dia 29 de julho de 2009. Este foi o 20º país em registrar casos de gripe A no continente africano.
Até o dia 2 de maio de 2010 (data da última atualização), a Suazilândia confirmou 5 casos de gripe A (H1N1).

### Sudão
O vírus da influenza A (H1N1) entrou no Sudão no dia 16 de julho de 2009. Este foi o 17º país em registrar casos de gripe A no continente africano.
Até o dia 2 de maio de 2010 (data da última atualização), o Sudão confirmou 145 casos e 5 mortes pela gripe A (H1N1).

### Tanzânia
O vírus da influenza A (H1N1) entrou na Tanzânia no dia 9 de julho de 2009. Este foi o 14º país em registrar casos de gripe A no continente africano.
Até o dia 2 de maio de 2010 (data da última atualização), a Tanzânia confirmou 770 casos e uma morte pela gripe A (H1N1).

### Tunísia
O vírus da influenza A (H1N1) entrou na Tunísia no dia 22 de junho de 2009. Este foi o 6º país em registrar casos de gripe A no continente africano.
A Tunísia confirmou os dois primeiros casos de gripe A (H1N1) no dia 22 de junho. Ambos casos vieram dos Estados Unidos, e depois do tratamento médico recuperaram-se totalmente do vírus.
Até o dia 2 de maio de 2010 (data da última atualização), a Tunísia confirmou 1.200 casos e 24 mortes pela gripe A (H1N1).

### Uganda
O vírus da influenza A (H1N1) entrou na Uganda no dia 2 de julho de 2009. Este foi o 11º país em registrar casos de gripe A no continente africano.
Até o dia 2 de maio de 2010 (data da última atualização), a Uganda confirmou 263 casos de gripe A (H1N1).

### Zâmbia
O vírus da influenza A (H1N1) entrou em Zâmbia no dia 28 de julho de 2009. Este foi o 19º país em registrar casos de gripe A no continente africano.
Até o dia 2 de maio de 2010 (data da última atualização), Zâmbia confirmou 726 casos de gripe A (H1N1).

### Zimbábue
O vírus da influenza A (H1N1) entrou no Zimbábue no dia 10 de julho de 2009. Este foi o 16º país em registrar casos de gripe A no continente africano.
Até o dia 2 de maio de 2010 (data da última atualização), o Zimbábue confirmou 1.318 casos de gripe A (H1N1).

## Cronologia
| País ou dependência            | Confirmação do primeiro caso |
| ------------------------------ | ---------------------------- |
| Egito                          | 2 de junho de 2009           |
| Marrocos                       | 12 de junho de 2009          |
| África do Sul                  | 18 de junho de 2009          |
| Etiópia                        | 19 de junho de 2009          |
| Argélia                        | 20 de junho de 2009          |
| Tunísia                        | 22 de junho de 2009          |
| Cabo Verde                     | 24 de junho de 2009          |
| Costa do Marfim                | 24 de junho de 2009          |
| Quênia                         | 29 de junho de 2009          |
| Maurícia                       | 29 de junho de 2009          |
| Uganda                         | 2 de julho de 2009           |
| Líbia                          | 6 de julho de 2009           |
| Seychelles                     | 8 de julho de 2009           |
| Tanzânia                       | 9 de julho de 2009           |
| Botsuana                       | 10 de julho de 2009          |
| Reunião                        | 10 de julho de 2009          |
| Zimbábue                       | 10 de julho de 2009          |
| Sudão                          | 16 de julho de 2009          |
| Namíbia                        | 20 de julho de 2009          |
| Zâmbia                         | 28 de julho de 2009          |
| Suazilândia                    | 29 de julho de 2009          |
| Gabão                          | 30 de julho de 2009          |
| Mayotte                        | 1 de agosto de 2009          |
| Gana                           | 6 de agosto de 2009          |
| Camarões                       | 14 de agosto de 2009         |
| Madagascar                     | 14 de agosto de 2009         |
| República Democrática do Congo | 15 de agosto de 2009         |
| Moçambique                     | 17 de agosto de 2009         |
| Angola                         | 26 de agosto de 2009         |
| Jibuti                         | 31 de agosto de 2009         |
| Lesoto                         | 1 de setembro de 2009        |
| Malauí                         | 10 de setembro de 2009       |
| Ruanda                         | 12 de setembro de 2009       |
| São Tomé e Príncipe            | 12 de setembro de 2009       |
| Nigéria                        | 29 de setembro de 2009       |
| República do Congo             | 29 de setembro de 2009       |
| Burundi                        | 11 de novembro de 2009       |
| Somália                        | 13 de novembro de 2009       |
| Mali                           | 11 de janeiro de 2010        |
| Chade                          | 29 de janeiro de 2010        |

| País ou dependência | Confirmação da primeira morte |
| ------------------- | ----------------------------- |
| Egito               | 19 de julho de 2009           |
| África do Sul       | 3 de agosto de 2009           |
| Maurícia            | 10 de agosto de 2009          |
| Reunião             | 1 de setembro de 2009         |
| Namíbia             | 7 de setembro de 2009         |
| Madagascar          | 8 de setembro de 2009         |
| Moçambique          | 14 de setembro de 2009        |
| Tanzânia            | 6 de outubro de 2009          |
| Mayotte             | 15 de outubro de 2009         |
| Sudão               | 18 de outubro de 2009         |
| São Tomé e Príncipe | 25 de outubro de 2009         |
| Marrocos            | 16 de novembro de 2009        |
| Tunísia             | 16 de novembro de 2009        |
| Argélia             | 27 de novembro de 2009        |
| Líbia               | 30 de novembro de 2009        |
| Nigéria             | 5 de janeiro de 2010          |